# AVE.com
AVE.com (به انگلیسی: AVE.com) یک شرکت هواپیمایی با کد یاتا P3 است که در تاریخ ۱۹۹۶ میلادی تأسیس شده است. دفتر مرکزی AVE.com در شارجه، امارات متحده عربی واقع شده‌است و قطب این شرکت هواپیمایی در فرودگاه بین‌المللی شارجه قرار دارد.